# Веретённое масло
Веретённое масло — один из видов дистиллятных нефтяных индустриальных масел малой и средней вязкости, используемый в качестве смазочного материала. В разговорной речи нередко называется просто «веретёнка». Своё название веретённое масло от своего главного первоначального назначения — смазки веретён ткацких станков; хотя за короткое время спектр применения веретёнки существенно расширился, название осталось прежним.
После отгонки из нефти бензина, керосина и солярки получается следующая фракция веретенного дистиллята, из которого и добывается веретённое масло. Различают несколько сортов веретённых масел с различными характеристиками. 
Удельный вес веретённых масел колеблется от 0,890 до 0,915. Вязкость при 50° от 2 до 3,7, по Энглеру. Температура вспышки 165—170°. Цвет, в зависимости от степени очистки серной кислотой, от желтого до оранжевого, без выраженного запаха и мути. Выход веретённых масел из нефти составляет 4—5%. 
Основное применение веретённых масел — смазка легких механизмов, в которых устранение сухого трения не должно сопровождаться значительной потерей энергии. Из веретенного дистиллята готовятся различные специальные сорта (велоситы и др.).